# Östliches Ujimqin-Banner

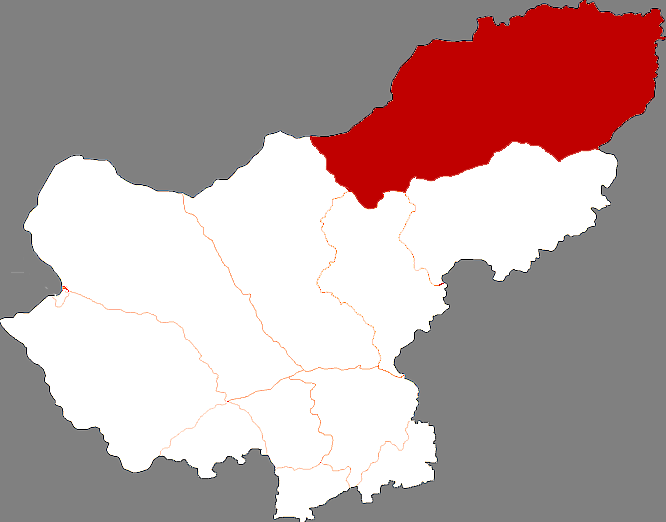
Lage des Östlichen Ujumqin-Banners in Xilin Gol

Das Östliche Ujimqin-Banner (chinesisch 东乌珠穆沁旗, Pinyin Dōngwūzhūmùqìn Qí, kurz: 东乌旗,  Dōngwū Qí; mongolisch ᠵᠡᠭᠦᠨ ᠤᠵᠤᠮᠤᠴᠢᠨ ᠬᠣᠰᠢᠭᠤ Jegün Ujumučin qosiɣu) ist ein Banner des Xilin-Gol-Bundes, einer administrativen Untergliederung auf Bezirksebene im Zentrum des Autonomen Gebiets Innere Mongolei der Volksrepublik China. Es hat eine Fläche von 47.554 km² und zählt ca. 70.000 Einwohner. Sein Hauptort ist die Großgemeinde Ulyastai (乌里雅斯太镇).